# Igino Salvezza
Igino Salvezza (1914 – 2001) è stato un politico italiano.

## Biografia
Nato nel 1914 e di professione insegnante, militò politicamente nella Democrazia Cristiana e venne eletto sindaco di Latina per tre mandati dal 1953 al 1962. Fu anche preside dell'Istituto magistrale Alessandro Manzoni.